# Ясная Поляна (Оренбургская область)
Ясная Поляна — посёлок в Ташлинском районе Оренбургской области. Административный центр Яснополянского сельсовета.

## География
Село находится в юго-западной части региона, в степной зоне, на правом берегу реки Кинделя напротив села Алексеевка, в 24 км к востоку от села Ташла и в 140 км к западу от Оренбурга. Стоит на пересечении трёх автодорог регионального значения.

### Уличная сеть
- ул. Комарова
- ул. Крымская
- ул. Ленинская
- ул. Набережная
- ул. Новая
- ул. Почтовая
- ул. Садовая
- ул. Советская

### Климат
Климат характеризуется как резко континентальный, с морозной зимой и жарким сухим летом. Среднегодовая температура составляет 3,6 °C. Абсолютный минимум температуры воздуха самого холодного месяца (января) составляет −42 °C; абсолютный максимум самого тёплого месяца (июля) — 39 °C. Среднегодовое количество атмосферных осадков составляет 350—400 мм, из которых большая часть выпадает в тёплый период года.

## История
В 1966 году Указом Президиума ВС РСФСР посёлок центральной усадьбы совхоза имени Магнитостроя переименован в Ясная Поляна.

## Население
| 2010 |
| ---- |
| 760  |

### Национальный состав
Национальный состав (2010): русские — 85 %, казахи — 5 %, татары — 4 %.

## Инфраструктура
Основа экономики — сельское хозяйство.
Магнитостроевская участковая больница. Школа № 3.
Воинам, погибшим в годы Великой Отечественной войны, 1941—1945 гг.

## Транспорт
Посёлок легкодоступен автотранспортом.
Проходит автодорога регионального значения «Илек — Ташла — Соболево» (идентификационный номер 53 ОП РЗ 53К-1201000). Имеется мост через реку в 1 км к югу от посёлка на этой автодороге. От Ясной Поляны отходят тупиковые дороги на восток к ближайшему посёлку Восходящий и на север к посёлку Солнечный (53 ОП МЗ 53Н-3115000 Ясная Поляна — Восходящий, 53 ОП МЗ 53Н-3117000 Ясная Поляна — Солнечный).